# Aulonemia laxa
Aulonemia laxa là một loài thực vật có hoa trong họ Hòa thảo. Loài này được (F.Maek.) McClure mô tả khoa học đầu tiên năm 1973.